# Batthyány-Montenuovo Mauzóleum
A Batthyány–Montenuovo mauzóleum a Baranya vármegyei Bólyon, a Mountenuovo hercegek neoromán stílusban épült családi mauzóleuma.

## Leírása
A mauzóleum építését Wilhelm von Montenuovo herceg, császári lovassági tábornok felesége, Batthyány-Strattmann Julianna grófnő (1827–1871)  rendelte el végrendeletében. Építését 1879-ben, Montenuovo tábornok nyugállományba helyezését (1878) követően kezdték el.  Épült 1879 és 1894 között Carl Gangolf Kayser (1837–1895) osztrák építész tervei szerint. A jellegzetes formájú mauzóleum, mely neoromán stílusú és művészi kiképzéseivel párját ritkítja, a Bólyból Mohács felé vezető országút jobb oldalán található. 
Bejárati ajtaja két oldalát négy-négy mélyvörös, illetve hófehér márványoszlop áll, és az oszlopok egy-egy reliefcsoportot tartanak. A szentély a bejárattal szemben látható, közepén a vörös márványból készített oltárral. A mögötte álló hatalmas fakereszten embernagyságú faragott krisztussal, mely Bach Márton németbólyi fafaragó művész munkája. 
Az előtérben a kórust, a karzatot és a kupolát egyetlen márványoszlop tartja.
Az épület falaiban kialakított sírhelyekben a Montenuovo család tagjai nyugszanak.